# 이쾌대
이쾌대(李快大, 1913년 1월 15일 ~ 1965년 2월 20일)는 대한민국 화가다. 일제 강점기였던 1930년부터 해방을 거쳐 1950년 무렵까지 격동의 혼란기를 딛고 독보적인 예술혼을 꽃피운 20세기 한국미술의 거장이지만 월북화가란 전력 때문에 업적을 제대로 평가받지 못한 화가이기도 하다.

## 생애
경상북도 칠곡에서 창원현감을 지낸 대지주 이경옥의 2남 4녀 중 막내로 출생했다. 경상북도 칠곡에서 출생 후 한때 전라북도 군산에서 잠시 유아기를 보낸 적이 있는 그는 일찍이 미술 및 복식사, 민속사에 깊은 식견 있던 맏형 이여성 영향으로 일찍부터 미술에 관심 두었다. 1928년 대구 수창보통학교를 졸업했고 휘문고등보통학교에 입학하여 미술교사로 재직 중이던 화가 장발에게 미술을 사사한 게 결국 계기가 되어 본격적으로 그림을 그리기 시작했다.
휘문고등보통학교에 재학중이던 1932년 제11회 조선미술전람회에 입선하면서 화단에 데뷔하였고, 그 해 가을에 제3회 전조선남녀학생작품전람회 회화부 2등상을 수상했다. 1934년 일본으로 유학, 도쿄 제국미술학교에 입학하여 1938년 졸업했다. 1941년 도쿄에서 조선신미술가협회를 조직하였는데 이때 협회 구성원들은 이중섭, 최재덕, 문학수, 김종찬, 김학준, 진환이었다.
광복 후 1946년 조선조형예술동맹 회화부 위원에 선임되었다. 같은 해 조선미술동맹 서양화부 위원장에 선임되었으며, 연말에 조선민주주의인민공화국을 방문하였다. 1947년 8월 조선미술문화협회를 결성했고 위원장에 선임되었다. 1948년 서울지검에서 운영하던 좌익 인사 사상전향기구 보도연맹에 가담하여 전향하였다. 이후 홍익대학교 강사로 일하던 중 한국 전쟁이 발발하여 서울이 조선인민군에게 점령되었을 때 조선미술동맹에서 활약했다. 이후 9·28 수복 직전 서울을 탈출했으나 대한민국 국군에 체포되어 부산과 거제도 포로수용소에 구금되었다.
1953년 남북 포로 교환 때 조선민주주의인민공화국을 택했다. 이쾌대는 1954년부터 미술가로서 활동을 이어가 '전후 건설성 미술제작소'의 미술가, '조선미술가동맹' 평양시, 자강도 현역미술가로 선출되는가 하면, 1957년 조선미술가동맹 유화분과 임원에 선임되었다. 1958년에는 '동맹 역사편찬위원회'의 '해방 후 남반부 편집 그룹' 위원을 역임했다.
북한에서 알려진 이쾌대 대표작은 <춘앵무>, <박연 초상>, <3.1 운동>, <농악>, <고향을 떠나는 사람들>, <송아지> 등이 있다. <3.1 운동>은 1957년 제작한 작품으로, 뛰어난 이쾌대 인물화 역량을 보여주는 작품이다. 소련을 위시한 사회주의 리얼리즘이 예술 방면의 유일한 테제로 작용하자, 상당수 소련 리얼리즘 화풍을 연상시키는 다수 작품을 창작했다.
그러나 1958년 종파분자 숙청사건에서 김두봉이 숙청되자, 이쾌대 친형인 이여성이 숙청에 휘말리게 된다. 이러한 여파가 이쾌대에게도 영향을 미치게 되어, 1950년대 이후부터 활동에 타격을 미친 것으로 보인다.
이쾌대는 뛰어난 인물화 역량으로 조중(朝中) 우의탑(友誼塔) 벽화 제작에 참여하여 한국전쟁 중 북한과 중국 우의를 벽화로 나타냈다. 이쾌대는 총괄을 담당했으며, 당시 화가인 김진항, 류현숙, 민병제, 임병삼, 최창식, 한기석, 홍성철 등이 참여해 우의탑 좌측에 <전후복구건설 원조>를, 우측에 <조선인민군대와 중국인민지원군의 협동작전>을 묘사했다. 이후 조중 우의탑은 이쾌대 사후 1983년 김정일이 재건을 결정했고, 1984년 탑을 허물고 재건축했다. 현재 북한과 중국에서 방송으로 선보이는 조중 우의탑 벽화는 이쾌대가 총괄했던 벽화 형태만 띠고 있을 뿐, 그가 그린 게 아니다.
북조선에서 발행하는 미술가사전인 『조선력대미술가편람』에 이쾌대 이름이 누락되어 있었으나 이후 1999년 증보판에는 이쾌대를 소개하고 있다.
서사적이고 장엄한 화풍으로 '한국의 미켈란젤로'라는 별칭이 있다.  대표작으로 〈군상〉시리즈와 , 〈걸인〉, 〈조난〉, 〈운명〉 등이 있다.

## 기타
- 남북 포로 교환 당시 북한행을 택한 이유에 대해서는 '살기 위한 어쩔 수 없는 선택이었다'는 주장도 있다.[6]

## 참고자료
- 조영복 (2002년 9월 10일). 〈이쾌대 - 장엄한 역사의 서막을 알려준 화가의 손〉. 《월북 예술가, 오래 잊혀진 그들》. 서울: 돌베개. ISBN 9788971991503.
- 조영복, 월북지식인들의 행로 (2) 이쾌대 보관됨 2005-09-05 - 웨이백 머신 《조선일보》 (2001.1.7)